# Élie Marchal
Élie Marchal (ur. 1 marca 1839 w Wasigny, zm. 19 lutego 1923 w Gembloux) – belgijski botanik i mykolog.
Wkrótce po urodzeniu jego rodzina przeniosła się do Ébly. Élie Marchal uczęszczał do gimnazjum w Neufchateau, następnie odbył staż nauczycielski w Nivel. W latach 1861–1871 był nauczycielem w gimnazjum we wspólnotach Virton, Ath, Visé i Maaseik. Od 1871 do 1879 prowadził badania naukowe w ogrodzie botanicznym w Brukseli. Ponadto od 1872 do 1899 pracował jako wykładowca w różnych szkołach ogrodniczych i nauczycielskich. W 1881 został mianowany profesorem botaniki w szkole nauczycielskiej w Brukseli. W 1899 przeszedł na emeryturę i zamieszkał w Gembloux, gdzie wraz ze swoim synem, botanikiem Émilem Marchalem badał rozmnażanie się mchów.
Opisał wiele nowych gatunków roślin z rodziny araliowatych (Araliaceae). Zebrał zielnik, który przechowywany jest w Narodowym Ogrodzie Botanicznym Belgii w Meis.
W naukowych nazwach utworzonych przez niego taksonów dodawane jest jego nazwisko Marchal. Na jego cześć nazwano rodzaje grzybów Marchaliella i Marchalia.